# Andrzej Kostenko
Andrzej Kostenko, (Lódz, 24 de junio de 1936-1 de junio de 2024) fue un director, guionista, director de fotografía y actor polaco. Formado en la École nationale de cinéma de Łódź, es conocido especialmente por sus colaboraciones con Jerzy Skolimowski.

## Biografía
Andrzej Kostenko comenzó fallando los exámenes de ingreso en la École nationale de cinéma de Łódź. Trabajó entonces como electricista en un estudio. Allí, el director Jerzy Passendorfer lo notó y le propuso actuar en su película Zamach. Luego ingresó en la escuela de Łódź para convertirse en director de fotografía. Allí conoció a Jerzy Skolimowski, quien ingresó poco después, y a Roman Polanski, con quien se hizo amigo.
Durante su carrera, Kostenko trabajó tanto como guionista, director de fotografía y actor, deseando sobre todo divertirse, inventar cosas y Kostenko quedó muy impresionado por la primera película de Skolimowski, Signe particulier : néant, filmada completamente en la escuela de Łódź, y por las cualidades poéticas del director. Participó en el guion de La Barrière, donde también fue asistente de cámara. Luego intentaron escribir juntos una película titulada Le Dépotoir, por encargo de Bronka Riquier, una belga de origen polaco que deseaba producir una película de Skolimowski. Pronto vieron que el guion no llevaba a nada, la historia era aburrida, pero no querían abandonar porque era una oportunidad de ganar dinero en el oeste del telón de acero; así que ocultaron a la productora el estancamiento en el que se encontraban. Bronka Riquier terminó exigiendo que Skolimowski fuera a Bruselas para mostrarle el guion. El director debía asistir a un festival, por lo que fue Kostenko quien la visitó para decirle que el guion era malo y proponerle una nueva historia escrita en unos pocos días con Skolimowski. Al principio muy enojada, Bronka Riquier finalmente aceptó el nuevo guion, que fue el de Départ. Les dio un mes para terminar la escritura, pidiéndoles que residieran en Bruselas para completar el trabajo y cada día recogía, a través de la rendija de la puerta, las nuevas páginas del guion que le entregaban los dos hombres. Actuó como asistente de cámara en el rodaje. El salario de Kostenko consistió en una caravana y se encargó de filmar algunas escenas cuando el director de fotografía dejó el rodaje una vez terminado su contrato: se trata de secuencias en las que se ve el coche en movimiento, la escena del espejo en la calle y la escena en la que el personaje de Marc se acuesta sobre las vías de un tranvía que gira en el último momento.
Fue luego coguionista de la película Haut les mains !, que le tocó profundamente, ya que gran parte de su familia pereció en campos de exterminio.
Posteriormente trabajó en varios guiones de Jerzy Skolimowski que nunca fueron filmados, especialmente cuando Skolimowski se trasladó a los Estados Unidos. Skolimowski le pidió ayuda en la edición de Cuatro noches con Anna en 2008, aconsejándole cortar aproximadamente 40 minutos.

## Filmografía

### Como director

#### Cine
- 1973 : Rewizja osobista
- 1977 : Sam na sam
- 1978 : The Evolution of Snuff
- 2008 : Stary czlowiek i pies

#### Televisión
- 1991: Joseph Conrad (serie de televisión)
- 1993-1994: Maigret (serie de televisión, 2 episodios) Maigret se défend, La Patience de Maigret
- 1994: Novacek (serie de televisión), episodio Un château en Bohême
- 2000: Sukces (serie de televisión)
- 2004: Bulionerzy (serie de televisión)
- 2006: Hela w opalach (serie de televisión)
- 2007: Mamuski (serie de televisión)
- 2009: Ojciec Mateusz (serie de televisión)

### Como guionista

#### Cine
- 1967: La Salida de Jerzy Skolimowski
- 1967: ¡Manos arriba! de Jerzy Skolimowski
- 1973: Rewizja osobista de Andrzej Kostenko y Witold Leszczynski
- 1977: Sam na sam
- 1978: La Evolución del Snuff

#### Televisión
- 1993-1994: Maigret (serie de televisión, 2 episodios) Maigret se defiende, La paciencia de Maigret

### Como director de fotografía

#### Cine
- 1959: Retrato de un hombre con medalla de Witold Leszczynski
- 1961: Juego de Witold Leszczynski (cortometraje)
- 1962: Los mamíferos de Roman Polanski (cortometraje)
- 1967: ¡Manos arriba! de Jerzy Skolimowski
- 1968: Los días de Mateo (Zywot Mateusza) de Witold Leszczyński
- 1968: Diálogo 20-40-60 (segmento "Los Veinte Años" dirigido por Jerzy Skolimowski)
- 1968: Diálogo 20-40-60 (segmento "Los Veinte Años" dirigido por Jerzy Skolimowski)
- 1969: ¿Qué hace correr a Jacky? de Witold Leszczynski y Bronka Ricquier (cortometraje)
- 1973: Revisión personal de Andrzej Kostenko y Witold Leszczynski
- 1978: La evolución del snuff

#### Televisión
- 1990: El bosque de Katyn de Marcel Lozinski (documental)
- 1993: La última hoja (telefilm)

### Como actor
- 1958: Llame a mi esposa de Jaroslav Mach
- 1959: Cuando caen los ángeles de Roman Polanski (cortometraje) sin crédito
- 1960: Atentado de Jerzy Passendorfer
- 1969: Todo está a la venta de Andrzej Wajda